# Кейп-Код (национальное побережье)
Кейп-Код (англ. Cape Cod National Seashore) — одно из 14 национальных побережий США, расположено в штате Массачусетс.

## Описание
Побережье Кейп-Код расположено на одноимённом полуострове, протянувшись узкой полосой длиной 64 километра вдоль океанского берега сквозь города Провинстаун, Труро, Уэллфлит, Истхем, Орлеанс и Чатем. Административно относится к округу Барнстейбл. Образовано 7 августа 1961 года, площадь его составляет 176,5 км². На побережье расположены многочисленные (около 365) небольшие озерца, оставленные растаявшими глыбами льда последнего ледникового периода, 6 пляжей для купания, песчаные дюны, леса, относящиеся к экорегиону сосновые пустоши. Также на территории находятся радиостанция Маркони, бывшая военная авиабаза, несколько маяков; из природных объектов можно отметить эрратический валун Доан-Рок.
- Песчаный пляж на побережье Кейп-Код
- Маяк Хайленд
- Информационно-туристический центр
- Доан-Рок[англ.]

## Посещаемость
- 2008 год — 4 644 235 человека
- 2009 год — 4 311 949 человек
- 2010 год — 4 653 706 человек
- 2011 год — 4 454 771 человек
- 2012 год — 4 441 290 человек[4]